# Parafia Matki Bożej Częstochowskiej w Gaboniu
Parafia Matki Bożej Częstochowskiej w Gaboniu – parafia rzymskokatolicka, znajdująca się w diecezji tarnowskiej, w dekanacie Stary Sącz.